# Club Deportivo Valle de Quijos
El Club Valle de Quijos es un equipo de fútbol profesional de la ciudad de Baeza, Provincia de Napo, Ecuador. Fue fundado el 1 de enero de 2016. Su directiva está conformada por el presidente, Vicepresidente, el Secretario, el Tesorero y el Coordinador; su presidente es el Sr. René Lozano. Se desempeña en el Campeonato Provincial de Segunda Categoría de Napo, también en la Segunda Categoría del Campeonato Ecuatoriano de Fútbol.
Está afiliado a la Asociación de Fútbol No Amateur de Napo.

## Historia
El club es un equipo joven de poco andar en el fútbol profesional, se fundó oficialmente en el año 2016, más exactamente el primero de enero de ese año donde fue registrado en la Federación Ecuatoriana de Fútbol, en el Cantón Quijos se encuentra la sede del club, el equipo se funda con la intención de fomentar la práctica del deporte y formar deportistas jóvenes, con esa consigna se crea el equipo que además representa a todo un cantón como es el del Quijos.
En el año 2016 el equipo decide entrar de manera oficial al fútbol profesional, para cumplir su sueño de participar en Segunda Categoría, para lo cual fue inscrito en la Asociación de Napo y posteriormente en la Federación Ecuatoriana de Fútbol, así empezó su rodaje en el balompié profesional, su primer encuentro de comprobación se realizó el 7 de mayo de 2016 en la ciudad de Borja, ahí en el Estadio Víctor Montenegro derrotaron 2 : 1 al Club Deportivo La Paz.
En su primer torneo provincial de Segunda Categoría domina con total comodidad y superioridad a todos sus rivales y con 9 partidos jugados y 9 partidos ganados y un total de 27 puntos se consolida como la nueva esperanza de la provincia en el sueño de llegar a la Primera B del país. El primer partido oficial de su historia dentro del torneo provincial fue el jueves 9 de junio de 2016 a las 15:30 ante el Club Social, Cultural y Deportivo Aeropuerto, equipo referente de la ciudad de Tena, el encuentro de jugó en el Estadio Leonardo Palacios de esa misma ciudad.
De manera increíble tras un buen rendimiento consiguió el pase a los Zonales de la Segunda Categoría 2016. Momento importante en la historia del club, es su primera clasificación para representar a la provincia de Napo en los Zonales de la Segunda Categoría 2016. En este año también consiguió el campeonato del torneo provincial.